# 祇園大塚山古墳
祇園大塚山古墳（ぎおんおおつかやまこふん）は、千葉県木更津市祇園にあった古墳。形状は前方後円墳。祇園・長須賀古墳群を構成した古墳の1つ。現在では墳丘は失われている。

## 概要
千葉県中部、小櫃川下流域左岸の沖積地に築造された大型前方後円墳である。1891年（明治24年）に地元住民によって発掘され副葬品が出土したほか、現在までに墳丘は削平されている。
墳形は前方後円形で、前方部を西北西方向に向けた。墳丘表面では円筒埴輪が認められるほか、須恵器（大型𤭯）が伝世される。また墳丘周囲には周溝（盾形か）が巡らされる。埋葬施設は、明治24年発掘時の記録によれば板石6枚を組み合わせた組合式石棺と見られる。副葬品として、明治24年発掘では画文帯四仏四獣鏡・金銅製眉庇付冑・銀製長型耳飾・銀製飾り板・金銅製挂甲小札・銀製挂甲小札・鉄鏃・刀剣などが出土している。特に金銅製眉庇付冑・金銅製挂甲小札は、金銅薄板で作られた装飾性の高い非実用的な甲冑で、類例の見られない優品として注目される。
築造時期は、古墳時代中期の5世紀中葉-後半頃と推定される。祇園・長須賀古墳群では高柳銚子塚古墳に続く小櫃川水系の首長墓に位置づけられ、墳丘規模・副葬品とも優れる点で千葉県内では有数の古墳になる。

## 墳丘
『千葉県君津郡清川村地図』から推定される墳丘の規模は次の通り。
- 墳丘長：約100メートル
- 後円部 直径：約55メートル
- くびれ部 幅：約30メートル
- 前方部 幅：約55メートル

## 出土品

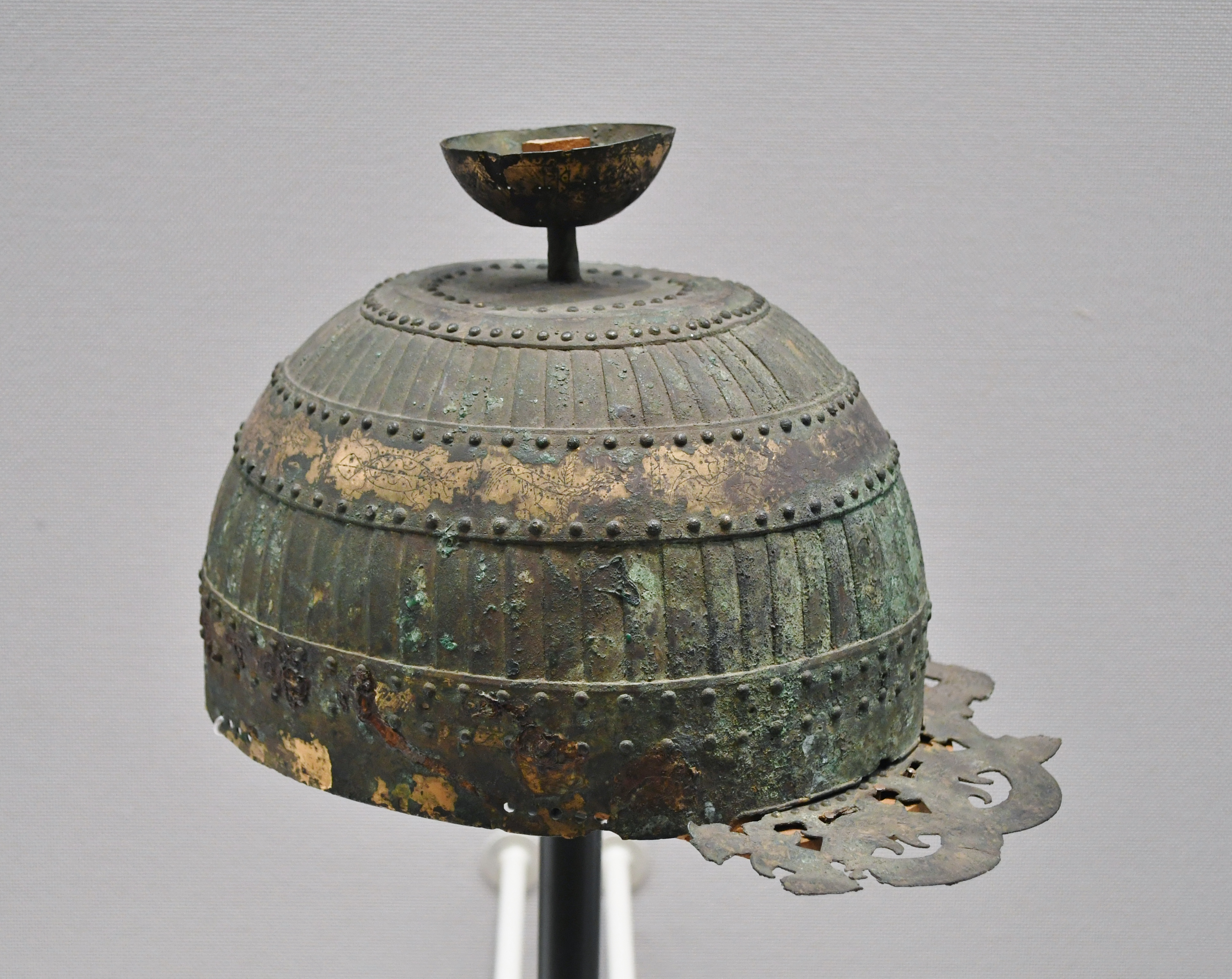
金銅製眉庇付冑

古墳からの出土品は次の通り。
- 画文帯四仏四獣鏡
- 金銅製眉庇付冑
- 銀製長型耳飾
- 銀製飾り板
- 金銅製挂甲小札
- 銀製挂甲小札
- 鉄鏃
- 刀剣

以上の出土品のうち、画文帯四仏四獣鏡は宮内庁書陵部で、それ以外は東京国立博物館で保管される。また東京国立博物館には祇園出土とする人物埴輪片があり、本古墳の出土品の可能性がある。

## 関連施設
- 東京国立博物館（東京都台東区） - 祇園大塚山古墳の出土品を保管。

## 関連文献
（記事執筆に使用していない関連文献）
- 村井嵒雄「千葉県木更津市大塚山古墳出土遺物の研究」『Museum』第83号、東京国立博物館、1966年12月、2-17頁。
- 白井久美子「祇園大塚山古墳の埴輪と須恵器」『古代』第83号、早稲田大学考古学会、1987年3月、100-109頁。
- 上野祥史・国立歴史民俗博物館 編『祇園大塚山古墳と5世紀という時代（歴博フォーラム）』六一書房、2013年。